# 太平洋ひとりぼっち
『太平洋ひとりぼっち』（たいへいようひとりぼっち）は、海洋冒険家の堀江謙一が1962年に出版した手記および、それを原作とする1963年公開の日本映画。

## 書籍
1962年、堀江謙一は約3か月かけて小型ヨット「MERMAID（マーメイド）」で太平洋単独無寄港横断に成功した。本作はこの航海中の出来事などをまとめた手記である。1962年に文藝春秋新社（現・文藝春秋）から「ポケット文春」の1作として出版されベストセラーとなった。その他の再刊・新版等は以下。
- あかね書房 1965年（少年少女20世紀の記録 24）
- 角川文庫 1973年
- ちくま少年文庫 1977年
- ぐるーぷ・ぱあめ 1989年（地球時代選書 1）
- 福武文庫 1994年
- 舵社 2004年 ISBN 978-4807211210
- オムニバス収録
  - 戦後日本思想大系 16（筑摩書房 1969年） - 抄録
  - 少年少女世界の名作 51 日本編7（小学館 1974年）